# Scedella longiseta
Scedella longiseta är en tvåvingeart som först beskrevs av Erich Martin Hering 1941.  Scedella longiseta ingår i släktet Scedella och familjen borrflugor.
Artens utbredningsområde är Tanzania. Inga underarter finns listade i Catalogue of Life.